# Туннель времени
«Туннель времени» — американский цветной научно-фантастический телесериал с Джеймсом Дарреном и Робертом Колбертом в главных ролях. Сериал затрагивает тему приключений в путешествиях во времени. «Туннель времени» стал третьим научно-фантастическим телесериалом создателя и продюсера Ирвина Аллена, выпущенным 20th Century Fox Television и транслируемым на ABC. Единственный сезон сериала содержит 30 серий, транслировавшихся с 1966 по 1967 год на ABC. Пилотный проект продолжения был снят в 2002 году, но так и не был запущен. История серии Мартина Грэмса-младшего была опубликована в 2012 году.

## Сюжет

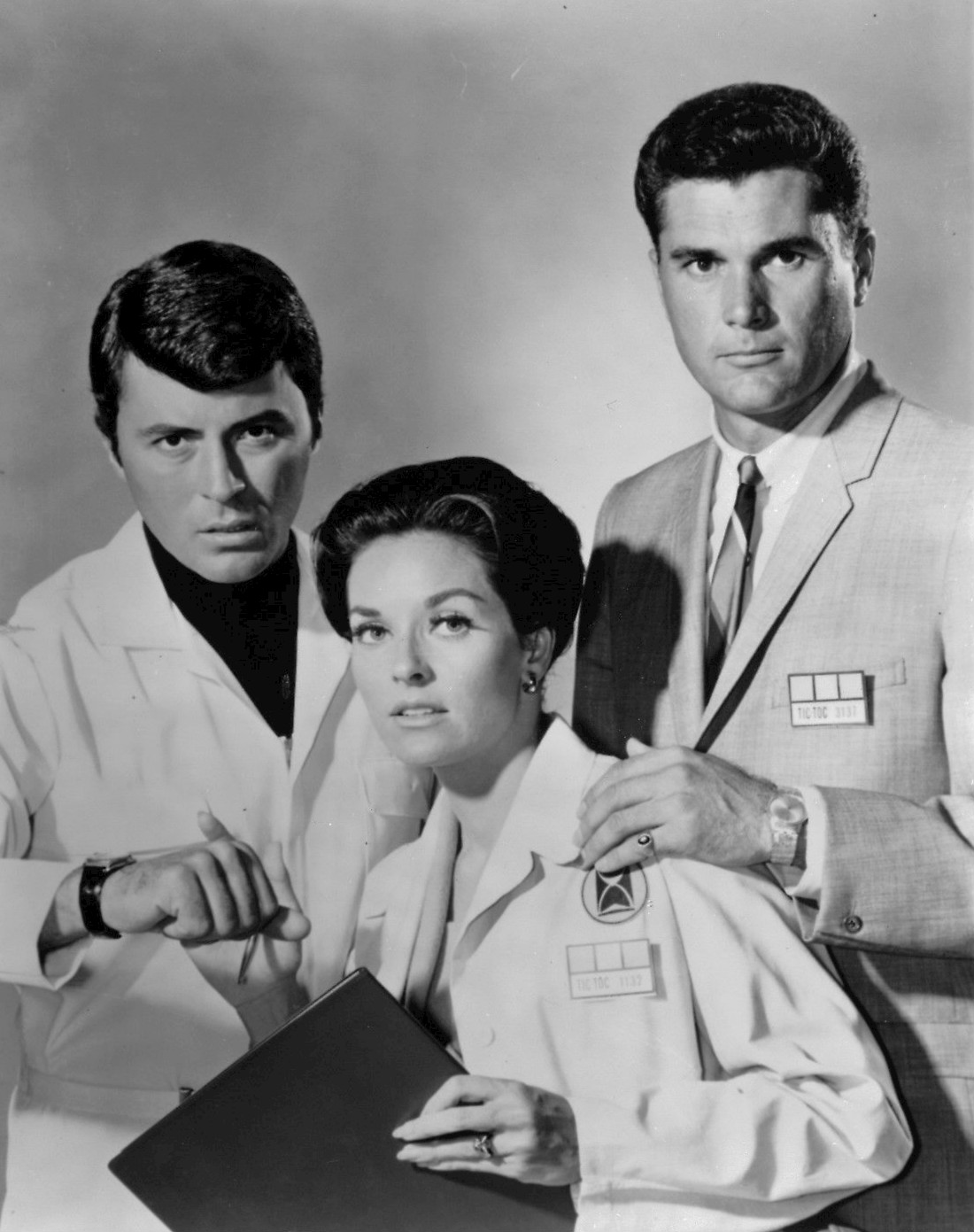
Доктора Ньюман (Джеймс Даррен), МакГрегор (Ли Мериуезер) и Филлипс (Роберт Колберт), 1966

Проект «Тик-Ток» — это сверхсекретная попытка правительства США построить экспериментальную машину времени, известную как «Туннель времени» из-за её внешнего вида в виде цилиндрического коридора. Базой для проекта Tic-Toc является огромный скрытый подземный комплекс глубиной 800 этажей в Аризоне, в котором работает более 12 000 специализированных сотрудников. Руководители проекта — доктор Дуглас Филлипс (Роберт Колбер), доктор Энтони Ньюман (Джеймс Даррен) и генерал-лейтенант Хейвуд Кирк (Уит Бисселл). Специалисты, помогающие им, — доктор Рэймонд Суэйн (Джон Заремба), ведущий специалист в области электроники, и доктор Энн Макгрегор (Ли Мериуэзер), электробиолог, контролирующий устройство, которое определяет, сколько силы и тепла способен выдержать путешественник во времени. Действие сериала происходит в 1968 году, в ближайшем будущем спустя год после выхода сериала на экраны в 1966-67 годах.
Проекту «Тик-Ток» исполняется 10 лет, когда сенатор Соединённых Штатов Лерой Кларк (Гэри Меррилл) приезжает с целью решить, стоит ли продолжать дорогостоящий проект, который обошёлся государству в 7,5 миллиарда долларов. Сенатор Кларк считает, что этот проект — пустая трата государственных средств. Разговаривая с Филлипсом, Кирком и Ньюманом перед Туннелем Времени, он выдвигает ультиматум — либо они отправляют кого-то в путешествие во времени и возвращают обратно, либо финансирование проекта прекращается. Доктор Энтони Ньюман становится добровольцем, однако директор проекта Дуг Филлипс отказывает ему. Бросая вызов этому решению, Тони самостоятельно отправляет себя в другое время. Для спасения коллеги Дуг следует за ним, но они оба теряются во времени. Сенатор Кларк возвращается в Вашингтон с обещанием, что финансирование проекта не будет прекращено, оставив генерала Кирка ответственным.
Тони и Дуг становятся участниками известных событий прошлого, таких как крушение «Титаника», нападение на Перл-Харбор, извержение вулкана Кракатау, битва при Литл-Бигхорне и битва за Аламо. Генерал Кирк, Рэй и Энн в диспетчерской могут находить их во времени и пространстве, наблюдать за ними, иногда общаться с ними посредством голосового контакта и посылать помощь. Когда летом 1967 года сериал был внезапно отменён ABC, эпизод, в котором Тони и Дуг благополучно возвращаются в комплекс Туннель времени, ещё не был снят.

## Возможность путешествия во времени
Согласно сюжету, путешествие во времени облегчается тем, что время изображается как статичный континуум, доступный в любой точке через Туннель времени как коридор, охватывающий его бесконечные пределы. Когда сенатор Кларк видит изображение «Титаника» на экране в ходе первого эпизода, доктор Суэйн говорит ему, что он видит «живое прошлое», а Тони Ньюман говорит Алтее Холл, что прошлое и будущее — это одно и то же. Туннель времени также является порталом, соединяющим «комплекс» Туннеля времени с теми же периодами времени, в которых находятся Дуг и Тони. Другие люди также могут быть перемещены Тунеллем времени из своего времени в другое, как Макиавелли перемещается из своего собственного времени во время Геттисбергской кампании 1863 года. Возвращение людей в сериале в настоящее (кроме Тони и Дуга) происходит часто, но единственный случай, когда Тони и Дуг возвращаются в своё время, происходит в «Волшебнике Мерлине», когда великий волшебник использует магию, чтобы вернуть их домой в состоянии анабиоза, чтобы он мог проинструктировать их о выполнении миссии для него.
В ходе сериала Дуг, Тони и персонал Туннеля времени обнаруживают, что события прошлого могут быть в некоторой степени изменены вторжением путешественников во времени, и в некоторых случаях их исторические исследования позволяют это сделать. Эпизод 26 («Атака варваров») исследует сценарий одного из путешественников во времени, влюбляющегося в кого-то из прошлого: Тони и принцессу Серит, дочь хана Хубилая. Марко Поло говорит Дугу: «Они могут не прикасаться друг к другу?». Сама история намекает на возможность того, что Серит выйдет замуж за Тони, о чём Энн сообщает генералу Кирку. Историческая информация о жертвах Билли Кида тревожит Энн, Рэя и Генерала, поскольку в ней записано, что он убил двух незнакомцев близ Линкольна, штат Нью—Мексико, в апреле 1881 года — как раз тогда, когда Тони, Дуг и Билли Кид собрались вместе.

## Производство
В постановке использовались декорации, кадры и реквизит, оставшиеся от большого количества исторических драм, снятых кинокомпанией 20th Century Fox. Даже чёрно-белые снимки, на которых якобы изображено затопление «Титаника», были тонированы для использования в этой цветной постановке. Только несколько актёров были одеты в костюмы для данного эпизода, перемежаемые вырезками из множества людей, одетых так же, как в оригинале. Для шоу была построена только одна декорация — главная диспетчерская Туннеля времени. Для пилотного эпизода была построена большая съёмочная площадка диспетчерской, а с помощью дорисовки создан более длинный Туннель времени. После пилотного эпизода произошли изменения места съёмок сериала; Колберт и Даррен снимали свои сцены в другой студии, на задней площадке 20th Century Fox, или на натуре, в то время как те, кто изображал персонал Туннеля времени, снимали все свои сцены на пересмотренной и уменьшенной съёмочной площадке диспетчерской Туннеля времени (из-за к того, что в постановке пришлось использовать звуковую площадку меньшего размера, чем та, что использовалась во время пилотной съёмки). В некоторых эпизодах были показаны космические пришельцы, которые носили костюмы и несли реквизит, первоначально созданный для других телевизионных и кинопродукций Ирвина Аллена. Аналогичным образом повторно использовались наборы реквизита. Однако компьютер prop обладал необычной степенью правдоподобия, поскольку представлял собой набор модулей памяти от недавно списанного компьютера SAGE ВВС.
Сериал содержит некоторые ошибки как внутри повествования, так и ошибки в исторических фактах. В премьерном эпизоде «Рандеву со вчерашним днём» капитана «Титаника» Смита зовут «Малкольм», хотя исторически его звали «Эдвард». Имена второстепенных офицеров также вымышлены, хотя документальная книга Уолтера Лорда об этом событии «Последняя ночь „Титаника“» была выпущена девятью годами ранее. Тони утверждает, что он родился в 1938 году. Несколькими эпизодами позже в эпизоде «День, когда упало небо» он заявляет, что ему было семь лет, когда 7 декабря 1941 года был атакован Перл-Харбор, что означает, что год его рождения 1934 или, возможно, 1933, если он родился позже 7 декабря.
Музыкальная тема для «Туннеля времени» была написана Джоном Уильямсом (в титрах, как и в «Затерянных в космосе», он указан как «Джонни Уильямс»). Позже лейбл GNP Crescendo выпустили альбом с работами Уильямса и партитурой, написанной Джорджем Данингом для эпизода «Торговец смертью».
Сериал получил премию «Эмми» в 1967 году за индивидуальные достижения в кинематографии. Награда досталась Л. Б. «Биллу» Эбботту за специальные эффекты.